# Navicolite
La navicolite è una forma di zoppia del cavallo, e non una vera malattia. Il nome corretto è quindi "sindrome navicolare".

## Descrizione della regione navicolare
La sindrome navicolare è l'insieme di manifestazioni associate all'infiammazione o alla degenerazione dell'osso navicolare e dei tessuti circostanti. 
La conoscenza dell'anatomia dell'arto equino è particolarmente utile per capire la sindrome navicolare. L'osso navicolare (detto anche sesamoide distale) è collocato dietro all'osso triangolare e sotto la seconda falange (piccolo pastorale). Il tendine flessore digitale profondo scende lungo la parte posteriore della seconda falange e sotto il navicolare prima di inserirsi alla parte posteriore del triangolare. Il tendine flessore digitale profondo flette l'articolazione del triangolare, e il navicolare agisce come fulcro su cui scorre il tendine.
Il navicolare è sostenuto da molti legamenti, in alto, in basso e lateralmente. Uno di questi legamenti è il legamento impari, che congiunge il navicolare al triangolare (la falange distale). Uno strato di cartilagine è interposta fra il navicolare ed il triangolare, come pure fra l'osso e il tendine flessore profondo. La borsa navicolare --  una piccola cavità che protegge il tendine flessore e l'osso navicolare dall'abrasione dovuta allo scivolamento del tendine in quest'area -- giace fra il navicolare ed il tendine.

## Cause e fattori contribuenti della sindrome navicolare

### Il punto di vista tradizionale
Non è conosciuta una singola causa per la sindrome navicolare, nonostante che esistano molte teorie. I fattori più importanti sono:
La compressione dell'osso navicolare tra il tendine flessore profondo e la parte posteriore della seconda falange. La compressione ripetuta in quest'area può causare la degenerazione della cartilagine, che si assottiglia e diventa gradualmente meno elastica e meno capace di assorbire gli shock. La cartilagine può anche cominciare ad erodersi. La degenerazione della cartilagine è comune nei cavalli navicolitici, in genere in corrispondenza della superficie flessoria.
L'erosione della cartilagine può progredire al punto che può affiorare l'osso sottostante. Quando non c'è più cartilagine a proteggerli, la borsa navicolare e il tendine flessore possono essere danneggiati dal continuo sfregamento contro l'osso navicolare. 
Può insorgere una borsite navicolare (un'infiammazione della borsa navicolare), anche se il danno alla cartilagine non è molto grave. La borsite è probabilmente causata dallo sfregamento causato dalla compressione fra navicolare e tendine.
La costante pressione può anche aumentare la densità dell'osso subito sotto le superfici articolari, soprattutto dal lato flessorio. Questo tende a rendere l'osso più rigido, e quindi più soggetto a fratturarsi
La tensione applicata sui legamenti che sostengono il navicolare. Alcuni esperti ritengono che il processo degenerativo sia avviato dall'eccessiva tensione applicata a questi legamenti. 
L'eccessiva tensione può causare stress e infiammazione. L'infiammazione causata dallo stress sul legamento impari può diminuire la circolazione sanguigna diretta, e proveniente, dal navicolare, poiché i maggiori vasi che interessano il navicolare scorrono in quest'area. Se i legamenti continuano ad essere stressati, possono ispessirsi e ridurre permanentemente la circolazione sanguigna del navicolare.
Siccome le vene sono compresse più facilmente delle arterie, l'afflusso sanguigno all'osso è meno ostacolato dell'efflusso. In conseguenza della stasi sanguigna, e della riduzione della circolazione, l'osso navicolare può riassorbire minerali nella sua parte centrale.
L'eccessiva tensione può anche causare esostosi nel punto dove i legamenti si connettono al navicolare, dando all'osso una forma a "canoa". Se la tensione è estrema, i legamenti possono effettivamente spezzarsi.

### Il punto di vista del Barefoot movement

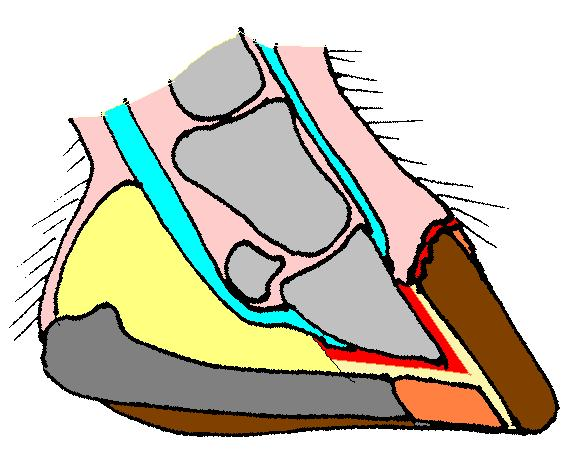
Schema dello zoccolo non ferrato, a conformazione naturale. (sezione sagittale). In giallo il cuscinetto plantare, che deve svilupparsi adeguatamente per proteggere le strutture profonde nell'atterraggio del piede sul terreno

I membri del Barefoot movement, sulla base dello studio dell'anatomia dello zoccolo del Mustang in libertà e su crescenti evidenze dalla riabilitazione di cavalli domestici, sostengono un'ipotesi patogenetica del tutto diversa (vedi , tradotto in italiano in  Alex Brollo su GeoCities, su it.geocities.com (archiviato dall'url originale l'11 agosto 2006)., e bibliografia riportata sul sito).
In breve:
- Il corretto contatto del fettone con il suolo, assicurato dal fisiologico atterraggio sui talloni (heel-first landing) e dalla fisiologica conformazione della parte posteriore del piede, permette un'adeguata maturazione del cuscinetto plantare. Quest'ultimo, costituito nel puledro da tessuto fibroadiposo, si trasforma progressivamente in tessuto compatto, di tipo fibrocartilagineo, capace di proteggere efficacemente le strutture profonde dello zoccolo e di permettere un passo heel-first landing anche al cavallo adulto
- Le condizioni innaturali di allevamento dei puledri domestici, accompagnate da un pareggio non fisiologico e seguite dalla ferratura prima del completo sviluppo dello zoccolo, impedisce la normale maturazione del cuscinetto plantare. Il cavallo sente fastidio alla parte posteriore del piede e tende a evitare l'atterraggio di tallone, abituandosi a un toe-first landing indotto anche da un anomalo breakover (stacco da terra), anch'esso correlato alla ferratura o al pareggio non fisiologico
- Il toe-first landing comporta un elevatissimo stress meccanico al tendine digitale profondo, con infiammazione e fenomeni degenerativi connessi (alterazioni radiologicamente visibili dell'osso navicolare), con ulteriore aumento del dolore nella parte posteriore del piede che ostacola più seriamente un corretto heel-first landing e completo impedimento della maturazione del cuscinetto plantare; il circolo vizioso è così chiuso.

## Fattori contribuenti
Conformazione
Alcuni difetti di conformazione possono facilitare la sindrome navicolare, specialmente i difetti che aumentano la forza d'urto sullo zoccolo. 
Questi difetti comprendono la verticalità del pastorale, il piede piccolo, il piede piccolo e incastellato (comune nei Quarter horses americani) e la punta lunga con talloni bassi (comune nei Purosangue).
La conformazione punta lunga-tallone basso causa uno stress costante sull'osso navicolare, anche quando il cavallo è fermo. Il piede incastellato aumenta la forza d'urto, specialmente nella regione dei talloni, dov'è collocato il navicolare. L'eccessiva forza d'urto non è assorbita in modo adeguato dalle strutture normalmente dedicate a questo scopo (il fettone, i talloni, e i cuscinetti digitali), per cui una maggior quota della forza d'urto è trasmessa alle strutture all'interno del piede.
Una difettosa conformazione dello zoccolo è in genere ereditaria, nonostante che una ferratura ed un pareggio di cattiva qualità possano contribuire a queste deformazioni.
Lavoro
Il lavoro su terreni ripidi, il galoppo ed il salto possono tutti contribuire alla sindrome navicolare, poiché causano un maggiore stress al tendine flessore profondo, e possono causare sovraestensione delle articolazioni del pastorale e del triangolare.
L'esercizio abituale su terreno duro o irregolare aumenta la forza d'urto sullo zoccolo, aumentando il rischio di manifestare sindrome navicolare. 
È possibile che la carenza di movimento aumenti il rischio della sindrome navicolare (come nel caso di cavalli che passano gran parte del tempo in un box con poca permanenza in paddok, cosa comune nei i cavalli da corsa e in alcuni cavalli da salto). Questo avviene perché la circolazione del sangue nello zoccolo diminuisce quando il cavallo non è in movimento. Inoltre il cavallo applica una pressione costante sul navicolare (la pressione è invece intermittente quando il cavallo è in movimento).
Peso del corpo
I cavalli con un alto rapporto fra peso e dimensione dello zoccolo possono manifestare un maggiore rischio di sindrome navicolare, perché il carico relativo sul piede aumenta. Questo può spiegare la maggiore frequenza della sindrome navicolare fra i Purosangue, i Quarter Horse americani e i Warmbloods rispetto ai pony e agli Arabi.

## Sintomi della sindrome navicolare
Il dolore ai talloni è molto comune nei cavalli con sindrome navicolare. La zoppia può esordire come leggera e intermittente, e peggiora progressivamente. Il dolore può essere causato dallo stiramento e dall'infiammazione dei legamenti che sostengono il navicolare, dalla riduzione nel flusso sanguigno e dall'aumento della pressione nello zoccolo, dalle alterazioni alla borsa navicolare o al tendine o dall'erosione della cartilagine.
I cavalli affetti manifestano un passo "sulla punta dei piedi", poiché tentano di camminare sulle punte per evitare il dolore ai talloni. Possono inciampare frequentemente. La zoppia può passare da un piede all'altro, e può non essere continua. In genere colpisce entrambi gli anteriori, nonostante che un piede possa essere più sofferente dell'altro. 
Il grado della zoppia è in genere leggero (1-2 su una scala di 5). La zoppia può essere peggiorata facendo lavorare il cavallo su terreno duro o in circolo.
Dopo molti mesi di dolore, il piede può cominciare a cambiare forma, soprattutto il piede che ha manifestato il maggior dolore, tendendo a diventare più verticale e più stretto.

## Trattamento e prognosi della sindrome navicolare

### Il punto di vista tradizionale
Non esiste un trattamento che funzioni in tutti i casi, probabilmente perché la sindrome navicolare non ha una sola causa. Le alterazioni degenerative sono in genere molto avanzate nel momento in cui il cavallo manifesta una zoppia franca, e queste alterazioni sono irreversibili. In questo stadio, il meglio che si può fare è controllare la situazione e concentrarsi sulla riduzione del dolore e sul rallentamento della progressione delle alterazioni degenerative.
Ferratura
Questo è il punto più importante per il trattamento a lungo termine di un cavallo navicolitici. Il maniscalco non solo applica un ferro in grado di proteggere i talloni, ma anche pareggia lo zoccolo in modo da ottenere il bilanciamento e l'angolatura corretti, che potrebbero essere stati alterati. 
Alcuni cavalli traggono beneficio da ferri che cambiano il punto di breakover (a punta sbarchettata, "toe roller"). I cavalli con punta lunga-tallone basso richiedono un pareggio accurato per contrastare questa conformazione. I cavalli con piede incastellato (troppo verticale) possono aver bisogno che i loro talloni siano abbassati e che sia applicato un ferro che consenta ai talloni di espandersi.
Lavoro
I cavalli con sindrome navicolare devono essere fatti lavorare con un programma meno intenso. Il loro stato di forma può essere mantenuto con lavoro lento su lunghe distanze o con il nuoto, piuttosto che con un lavoro ad alta velocità, su forti salite, su superfici dure, su terreno irregolare o su terreno morbido e profondo. È anche importante ridurre la frequenza dei salti.
Farmaci
Vasodilatatori: migliorano la circolazione del sangue nello zoccolo. 
Anti-infiammatori: usati per controllare il dolore, possono contribuire talvolta a far scomparire la zoppia se si agisce anche sulla ferratura e sullo stile di lavoro. Includono antinfiammatori non steroidei e steroidei e altri rimedi adatti alle articolazioni.
Chirurgia
La neurectomia palmare digitale ("denervazione"). Il nervo palmare digitale viene tagliato, in modo che il cavallo perda la sensibilità nella parte posteriore del piede. Questo intervento dovrebbe essere eseguito solo se si vuole eliminare la zoppia associata alla sindrome navicolare, e solo dopo che sono state tentate tutte le altre possibilità. 
Le complicazioni comprendono l'infezione della ferita, la persistenza della zoppia (se il nervo rigenera o se non sono asportati piccoli rami dello stesso nervo), e i neuromi. Dopo la neurectomia, se il cavallo si ferisce nella zona insensibile la cosa può restare inosservata per molto ttempo, mettendo a rischio la sua salute. Pertanto, il piede dev'essere pulito e controllato con regolarità. La neurectomia diminuisce il valore commerciale del cavallo, e può anche farlo escludere dall'attività agonistica. La neurectomia è controversa. Se la prendete in considerazione, parlatene a fondo con il vostro veterinario.
La desmotomia sospensoria navicolare. I legamenti che sostengono il navicolare vengono tagliati. Il navicolare si mobilizza, e questo riduce la tensione sugli altri legamenti. È efficace in circa la metà dei casi.

### Il punto di vista del Barefoot movement
In base all'ipotesi patogenetica sostenuta dal Barefoot movement (v. sopra),  è essenziale interrompere il circolo vizioso dolore - atterraggio di punta - stress al tendine - infiammazione e degenerazione osteoarticolare - dolore, e quindi mettere il cavallo nelle condizioni di poter eseguire un corretto atterraggio heel-first senza dolore, con la conseguente interruzione del trauma al tendine; interrotto il susseguirsi di danni meccanici, il piede può avviarsi alla guarigione spontanea delle lesioni conseguenti alla continua ripetizione del trauma. Con il tempo, con un adeguato pareggio, con l'uso di scarpette e con adeguato movimento su terreni adatti, la fisiologica stimolazione del fettone consente di completare la maturazione del cuscinetto digitale e di riabilitare il piede. Sia l'atterraggio heel-first, che il corretto breakover, che la riattivazione delle capacità naturali di guarigione del piede dall'infiammazione e dalle alterazioni degenerative richiedono, per prima cosa, la sferratura, ossia la rimozione della causa principale della malattia.

## Prognosi

### Il punto di vista tradizionale
La prognosi di un cavallo navicolitico è riservata. Molto spesso il cavallo non può tornare al suo precedente livello agonistico. Altri si ritirano del tutto dalle competizioni. Tutti i cavalli navicolitici richiederanno un alleggerimento del lavoro ma, con un trattamento opportuno, un cavallo navicolitico può ancora essere utilizzato per qualche tempo.

### Progressi recenti
Secondo l'esperienza raccolta dai membri del barefoot movement e secondo quanto risulta dagli studi di Hiltrud Strasser, la riabilitazione non chirurgica del cavallo navicolitico è possibile, una volta rimossa la causa primaria (il ferro), effettuando un adeguato pareggio, naturalizzando lo stile di gestione e assicurando al cavallo un adeguato movimento.